# Persone di cognome Barry
| Questa pagina contiene informazioni ricavate automaticamente dalle voci biografiche con l'ausilio del template Bio e di un bot. L'aggiornamento è periodico e automatico e ricostruisce completamente la pagina. Se manca una persona in questa lista, sei pregato di non aggiungerla, ma accertati piuttosto che la sua voce biografica contenga il template Bio e che i dati anagrafici siano correttamente compilati. Se il template Bio manca, inseriscilo tu stesso o, in alternativa, metti l'avviso {{tmp\|Bio}} che ne segnala la mancanza. Se i dati riportati sono sbagliati, correggi direttamente la voce biografica; le modifiche saranno visibili in questa lista entro pochi giorni. Per chiarimenti vedi il progetto antroponimi. La lista contiene solo le 64 persone che sono citate nell'enciclopedia e per le quali è stato implementato correttamente il template Bio. Pagina aggiornata al 7 ago 2025. |

Questa è una lista di persone presenti nell'enciclopedia che hanno il cognome Barry, suddivise per attività principale.

## Allenatori di pallacanestro(2)
- Sam Barry, allenatore di pallacanestro, allenatore di football americano e allenatore di baseball statunitense (Aberdeen, n. 1892 - Berkeley, † 1950)
- Brent Barry, allenatore di pallacanestro, dirigente sportivo e ex cestista statunitense (Hempstead, n. 1971)

## Altisti(1)
- Trevor Barry, altista bahamense (Nassau, n. 1983)

## Architetti(2)
- Charles Barry, architetto inglese (Londra, n. 1795 - Londra, † 1860)
- Edward Middleton Barry, architetto inglese (Londra, n. 1830 - Londra, † 1880)

## Artisti(1)
- Robert Barry, artista statunitense (New York, n. 1936)

## Astronauti(1)
- Daniel Barry, ex astronauta statunitense (Norwalk, n. 1953)

## Attori(10)
- Bruce Barry, attore e cantante australiano (Gympie, n. 1934 - Sydney, † 2017)
- Dave Barry, attore, comico e doppiatore statunitense (New York, n. 1918 - Beverly Hills, † 2001)
- Don "Red" Barry, attore statunitense (Houston, n. 1910 - Hollywood, † 1980)
- Gene Barry, attore statunitense (New York, n. 1919 - Los Angeles, † 2009)
- Glen Barry, attore irlandese (Dublino, n. 1982)
- Jason Barry, attore irlandese (Dublino, n. 1972)
- Matthew Barry, attore statunitense (New York, n. 1962)
- Raymond J. Barry, attore statunitense (Hempstead, n. 1939)
- Tony Barry, attore e attivista australiano (Ipswich, n. 1941 - Murwillumbah, † 2022)
- Wesley Barry, attore, regista e produttore cinematografico statunitense (Los Angeles, n. 1907 - Fresno, † 1994)

## Attrici(2)
- Patricia Barry, attrice statunitense (Davenport, n. 1922 - Los Angeles, † 2016)
- Viola Barry, attrice statunitense (Evanston, n. 1894 - Hollywood, † 1964)

## Attrici teatrali(1)
- Elizabeth Barry, attrice teatrale inglese (n. 1658 - † 1713)

## Calciatori(13)
- Abdourahmane Barry, calciatore francese (Courbevoie, n. 2000)
- Abubakr Barry, calciatore gambiano (Banjul, n. 2000)
- Boubacar Barry, ex calciatore ivoriano (Abidjan, n. 1979)
- Ernest Barry, ex calciatore maltese (n. 1967)
- Gareth Barry, ex calciatore inglese (Hastings, n. 1981)
- Hadji Barry, calciatore guineano (Conakry, n. 1992)
- Hamza Barry, calciatore gambiano (Banjul, n. 1994)
- Mike Barry, ex calciatore inglese (Kingston upon Hull, n. 1953)
- Ousmane Barry, calciatore guineano (Conakry, n. 1991)
- Rahmane Barry, ex calciatore senegalese (Dakar, n. 1986)
- Roy Barry, ex calciatore e allenatore di calcio scozzese (Edimburgo, n. 1942)
- Shawn Barry, ex calciatore statunitense (Miramar, n. 1990)
- Thierno Barry, calciatore francese (Lione, n. 2002)

## Calciatrici(1)
- Mackenzie Barry, calciatrice neozelandese (New Plymouth, n. 2001)

## Cantanti(1)
- Claudja Barry, cantante giamaicana (n. 1952)

## Cantautori(1)
- Jeff Barry, cantautore e produttore discografico statunitense (Brooklyn, n. 1938)

## Cestisti(5)
- Canyon Barry, cestista statunitense (Fort Wayne, n. 1994)
- Drew Barry, ex cestista statunitense (Oakland, n. 1973)
- Jon Barry, ex cestista statunitense (Oakland, n. 1969)
- Rick Barry, ex cestista e allenatore di pallacanestro statunitense (Elizabeth, n. 1944)
- Rémi Barry, ex cestista francese (Tremblay-en-France, n. 1991)

## Cicliste su strada(1)
- Deirdre Demet Barry, ex ciclista su strada e ex pattinatrice di velocità su ghiaccio statunitense (Milwaukee, n. 1972)

## Ciclisti su strada(1)
- Michael Barry, ex ciclista su strada canadese (Toronto, n. 1975)

## Comici(1)
- Todd Barry, comico, attore e doppiatore statunitense (The Bronx, n. 1964)

## Direttori della fotografia(1)
- Maurice Barry, direttore della fotografia e sceneggiatore francese (Parigi, n. 1910 - Parigi, † 1984)

## Drammaturghi(2)
- Philip Barry, commediografo statunitense (Rochester, n. 1896 - New York, † 1949)
- Sebastian Barry, drammaturgo, scrittore e poeta irlandese (Dublino, n. 1955)

## Fumettiste(1)
- Lynda Barry, fumettista statunitense (Richland Center, n. 1956)

## Fumettisti(1)
- Sy Barry, fumettista statunitense (New York, n. 1928)

## Giocatori di football americano(1)
- Norman Barry, giocatore di football americano e allenatore di football americano statunitense (Chicago, n. 1897 - Chicago, † 1988)

## Kickboxer(1)
- Pat Barry, kickboxer e ex artista marziale misto statunitense (New Orleans, n. 1979)

## Militari(1)
- Jean du Barry, militare francese (Château Renaud, † 1560)

## Pallavolisti(1)
- Evan Barry, pallavolista statunitense (San Diego, n. 1990)

## Pittori(2)
- François Pierre Barry, pittore francese (Marsiglia, n. 1813 - Saint-Laurent-du-Var, † 1905)
- James Barry, pittore irlandese (Cork, n. 1741 - † 1806)

## Politici(1)
- Marion Barry, politico statunitense (Itta Bena, n. 1936 - Washington, † 2014)

## Pugili(1)
- Jimmy Barry, pugile statunitense (Chicago, n. 1870 - † 1943)

## Rugbisti a 15(1)
- De Wet Barry, rugbista a 15 sudafricano (Ceres, n. 1978)

## Scenografi(1)
- John Barry, scenografo britannico (Londra, n. 1935 - Londra, † 1979)

## Scrittori(3)
- Dave Barry, scrittore statunitense (Armonk, n. 1947)
- Kevin Barry, scrittore irlandese (Limerick, n. 1969)
- Max Barry, scrittore australiano (n. 1973)

## Sociologhe(1)
- Kathleen Barry, sociologa statunitense (Syracuse, n. 1941)

## Tennisti(1)
- Charles David Barry, tennista e crickettista irlandese (Dublino, n. 1859 - Nizza, † 1928)